# NGC 5792
NGC 5792 ist eine Balkenspiralgalaxie vom Hubble-Typ SBb im Sternbild Waage auf der Ekliptik. Sie ist schätzungsweise 86 Millionen Lichtjahre von der Milchstraße entfernt. 
Entdeckt wurde das Objekt am 11. April 1787 von William Herschel.

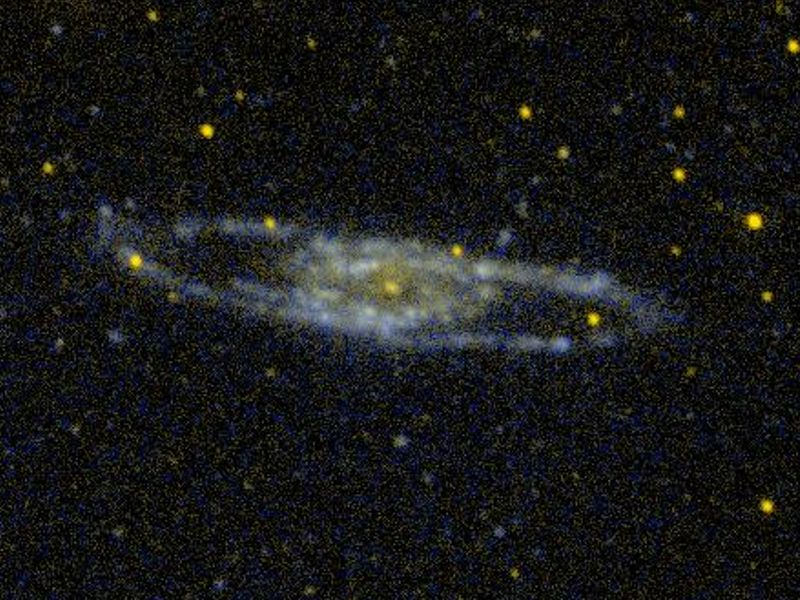
Ultraviolet-Aufnahme von NGC 5792 mithilfe von GALEX
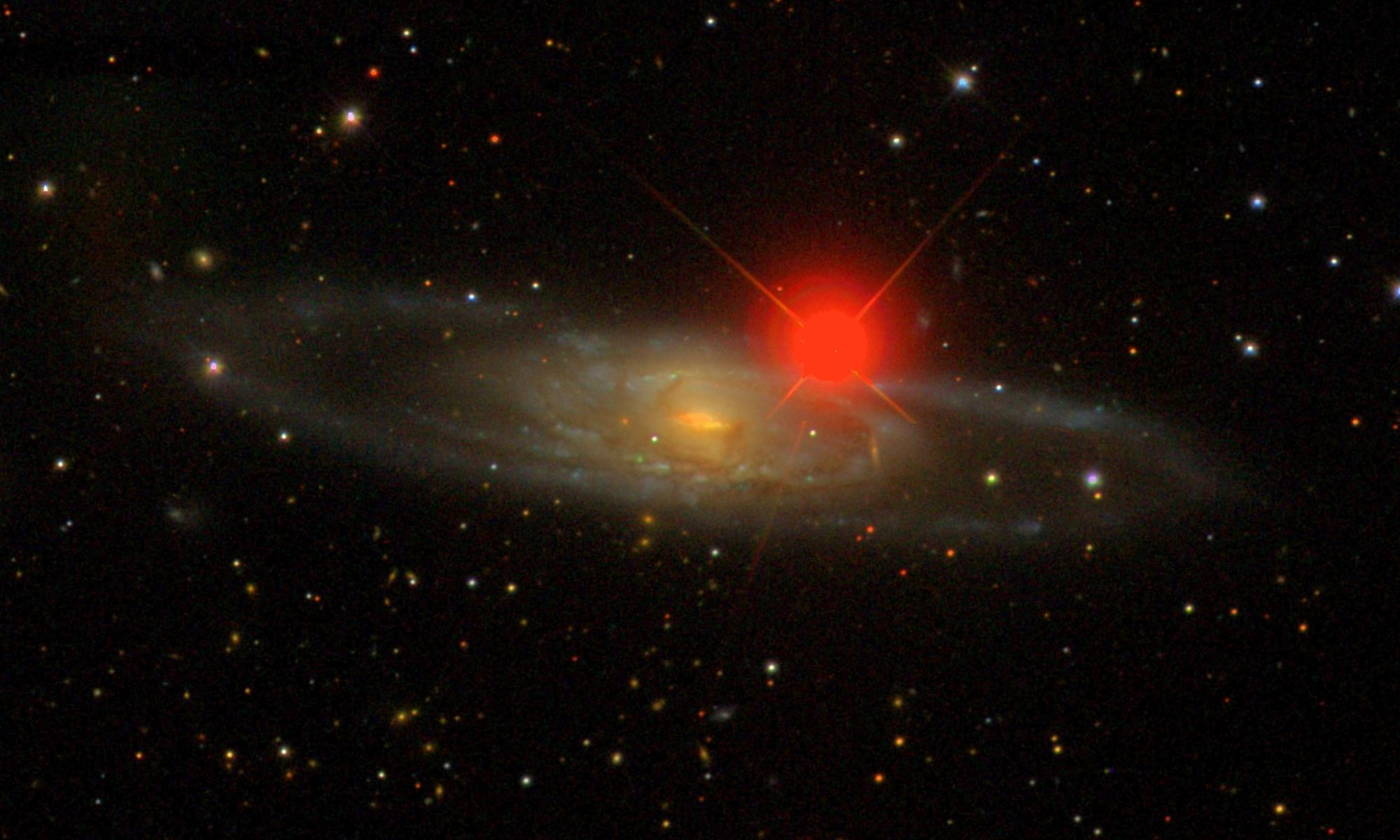
SDSS-Aufnahme im sichtbaren Spektrum und nahem Infrarot, Bildwinkel 10' × 6'
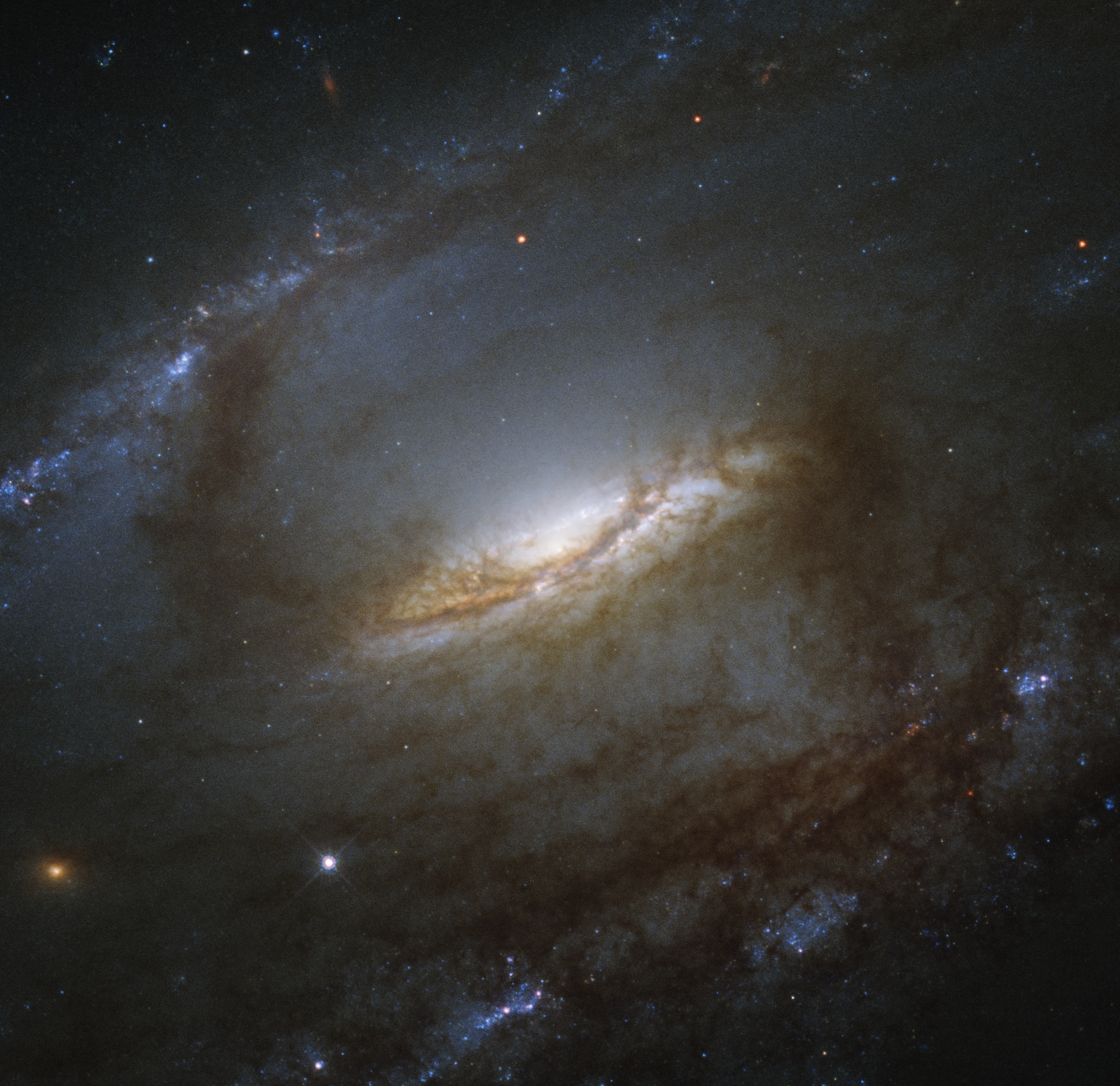
Hochaufgelöste Aufnahme des Zentrums von NGC 5792, erstellt mithilfe des Hubble-Weltraumteleskops